# Balaton (obec)
Balaton je obec v severovýchodním Maďarsku na severu župy Heves v okresu Bélapátfalva v Bukových horách. K 1. lednu 2015 zde žilo 1 053 obyvatel.

## Historie
První písemná zmínka o obci pochází z roku 1437.

## Geografie
Obec se nachází asi 5 km severozápadně od okresního města Bélapátfalva. Od města s župním právem Eger se nachází asi 13 km severně.
Obcí dále protéká potok Eger. Obec se nachází v Bukových horách ve výšce 299 m n. m.